# Tetrodotossina
La tetrodotossina (TTX) è una potente neurotossina; essa trae nome dalla famiglia dei Tetraodontidae (pesci palla), chiamati così per il loro "becco" formato da quattro larghi denti fusi, adatto a rompere conchiglie, crostacei e persino rametti di corallo. I tetraodontidi presentano batteri simbionti che producono la tetrodotossina, che si accumula nel fegato, nelle viscere e nella cute. La stessa tossina si riscontra nel fegato di Diodontidae (pesci istrice) e Ostraciidae (pesci scatola).

## Scoperta
Anche se la tetrodotossina venne scoperta nei tetraodontidi (pesci palla), diverse varianti sono state trovate anche in altri animali (ad es. in piccoli polpi come il polpo ad anelli blu, nei tritoni della specie Taricha granulosa, e nei Naticidae).
Si è scoperto che la tetrodotossina può essere prodotta da alcuni batteri come la Pseudoalteromonas tetraodonis, alcune specie di Pseudomonas e Vibrio, ed altri batteri meno frequentemente.

### Isolamento
La tossina venne isolata e denominata per la prima volta nel 1909 dallo scienziato giapponese Yoshizumi Tahara.

## Origine
La presenza dello stesso veleno in tanti animali spesso evolutivamente molto lontani è dovuta al fatto che essi possiedono una mutazione che li rende immuni a questa neurotossina, dato che i dati scientifici disponibili rivelano che non si tratta di un prodotto del loro metabolismo, ma di organismi microscopici come le Vibrionaceae, Pseudomonas sp., Photobacterium phosphoreum (non c'è ancora accordo fra gli scienziati sulla specie o specie di batteri coinvolte), che vivono in simbiosi all'interno di molti di questi animali contenenti tetrodotossina. L'ospite ne è immune perché la selezione naturale ha creato una piccola modifica ad una delle proteine dei canali cellulari per il sodio, deformazione molecolare sufficiente ad impedire che la tetrodotossina si attacchi come un vero e proprio tappo ostruendo il passaggio del sodio e quindi la propagazione dell'impulso nervoso.

## Biochimica
Il meccanismo d'azione, il blocco selettivo del canale del sodio, venne dimostrato definitivamente nel 1964 da Toshio Narahashi e John Moore della Duke University, che utilizzavano la tecnica di Moore basata sul clampaggio di tensione (voltage clamp) della "sucrose gap".
La tetrodotossina si lega a quello che è noto come il sito 1 del poro del canale del sodio voltaggio-dipendente. Il sito 1 si trova nell'apertura extracellulare del poro del canale ionico. Il legame di qualsiasi molecola a questo sito può temporaneamente disabilitare la funzione del canale ionico. La saxitossina e diverse tra le conotossine si legano nello stesso sito. La tetrodotossina blocca il potenziale d'azione nei nervi, essenzialmente impedendo alle cellule nervose di far entrare il sodio nelle cellule e dunque impedendo la depolarizzazione e impedendo così anche la morte cellulare per rigonfiamento torbido.
L'utilizzo di questa tossina come sonda biochimica ha dimostrato l'esistenza di due distinti tipi di canali del sodio regolati dal potenziale, presenti negli esseri umani: il canale del sodio sensibile alla tetrodotossina (TTX-s Na+ channel) ed il canale del sodio resistente alla tetrodotossina (TTX-r Na+ channel). La tetrodotossina si lega ai canali dello TTX-s Na+ con un'affinità di legame presente già a concentrazioni di 5-15 nanomoli, mentre i canali TTX-r Na+ legano la TTX con un'affinità micromolare. Le cellule nervose che contengono canali TTX-r Na+ sono localizzate principalmente nel tessuto cardiaco, mentre le cellule nervose che contengono i canali del TTX-s Na+ dominano il resto del corpo. La prevalenza dei canali TTX-s Na+ nel sistema nervoso centrale rende la tetrodotossina un agente importante nel "silenziare" la attività neurale in una coltura cellulare.

## Avvelenamento
La tetrodotossina è 100 volte più tossica del cianuro di potassio; 25 milligrammi di tetrodotossina sono sufficienti ad uccidere una persona.
L'avvelenamento in seguito al consumo di pesci dell'ordine Tetraodontiformes è estremamente grave. La pelle e gli organi, soprattutto il fegato, del pesce palla possono contenere livelli di tetrodotossina sufficienti a produrre paralisi del diaframma e morte a causa dell'insufficienza respiratoria. La tossicità della carne, ad eccezione del fegato che risulta quasi sempre letale, varia tra le specie, nel corso delle stagioni e località geografiche, e in molti pesci palla può non essere così pericolosamente tossica. La tossina blocca la conduzione nervosa provocando paralisi, vomito, diarrea, convulsioni, blocco cardiorespiratorio.
Un'altra via di avvelenamento può essere attraverso piccoli polpi come il polpo ad anelli blu, in questo caso il veleno viene iniettato dalle mandibole dell'animale.

### Storia ed epidemiologia
Il primo caso registrato di avvelenamento da tetrodotossina si ha nel diario di bordo del capitano James Cook. Egli registrò di come in un'occasione la sua ciurma mangiasse le parti carnee bianche del pesce palla pescato nei tropici e in seguito alimentasse i maiali presenti a bordo, come riserva alimentare vivente, con i rimasugli del pesce come pelle, fegato e gonadi. L'equipaggio sperimentò ottundimento e mancanza del respiro e il mattino dopo i maiali vennero trovati tutti morti. Con il senno di poi è chiaro che la ciurma ingerì una blanda dose di tetrodotossina, mentre i maiali mangiarono quelle parti del corpo del pesce palla che contengono la maggior concentrazione della tossina, ricevendo in questo modo una dose letale.

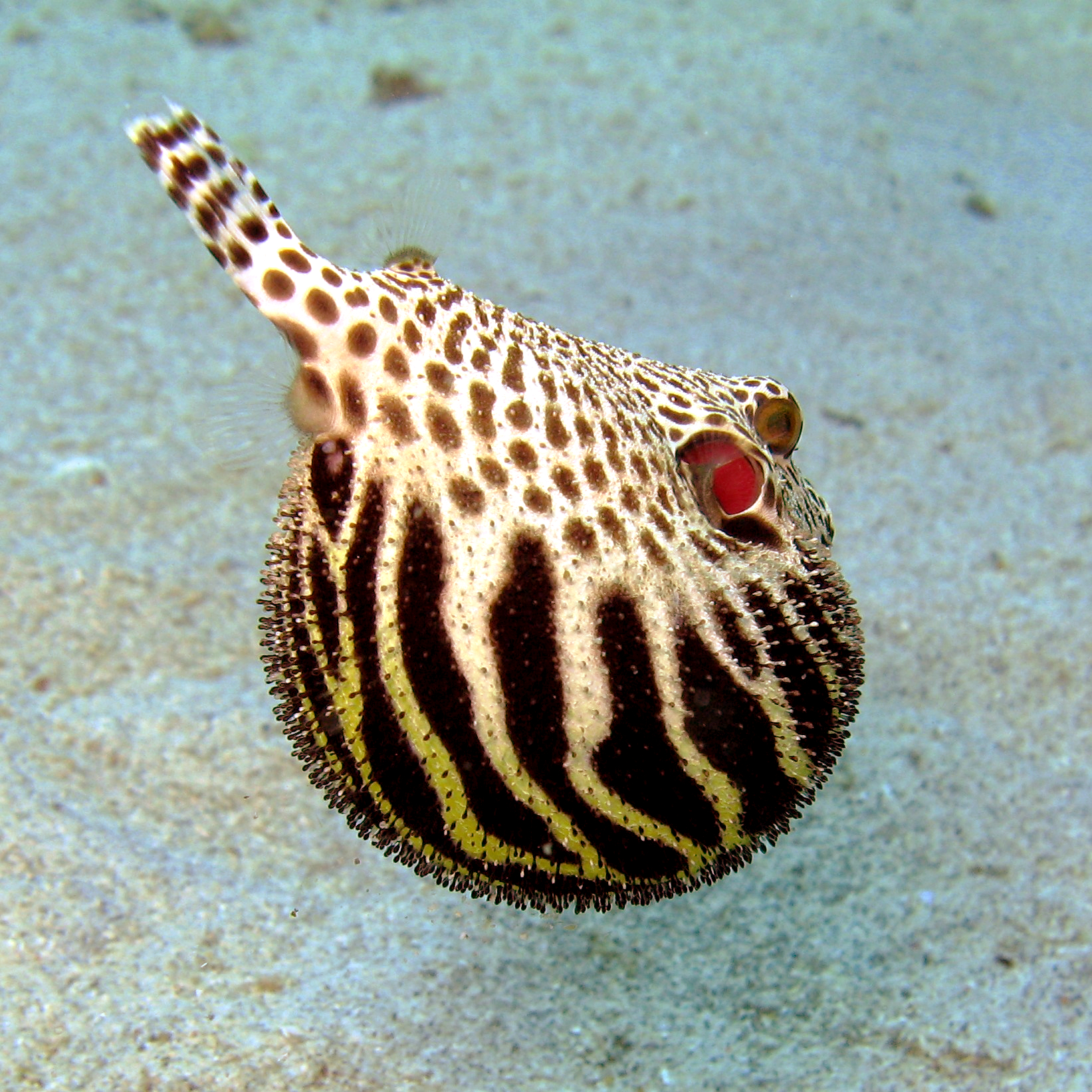
Arothron stellatus (pesce palla stellato) gonfio

Dal 1974 al 1983 sono stati segnalati 646 casi di avvelenamento da pesce palla in Giappone, con 179 morti. Statistiche dal Tokyo Bureau of Social Welfare and Public Health indicano che si verificarono 20–44 casi di avvelenamento da fugu tra il 1996 e il 2006 nell'intero paese, portando a circa 34–64 ricoveri e 0–6 morti per anno, con tasso di mortalità di circa il 6,8%. Dei 23 incidenti registrati a Tokyo tra il 1993 e il 2006, soltanto uno si verificò per l'ingestione di fugu in un ristorante, mentre gli altri coinvolsero pescatori che mangiavano la parte meno pregiata del loro pescato.

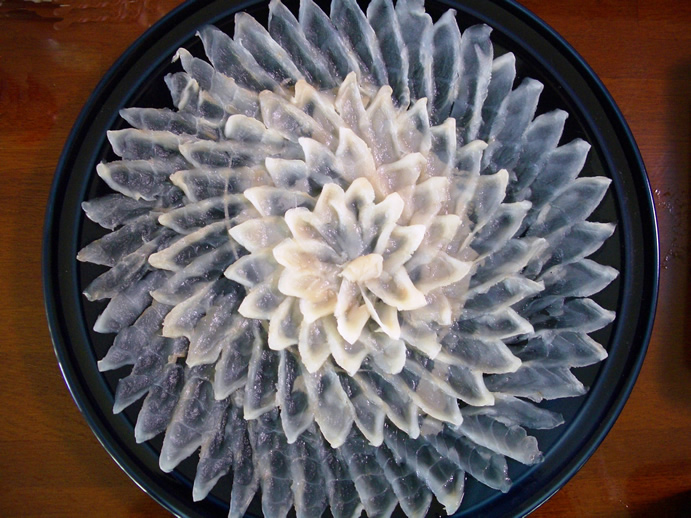
Fugu sashimi

Pochi casi sono stati segnalati negli Stati Uniti e picchi nei casi al di fuori dell'area dell'Indo-Pacifico sono piuttosto rari, eccetto ad Haiti, dove estratti del pesce palla contenenti tetradotossina vengono manipolati dagli stregoni del vudù, associati ad altre sostanze solo in parte conosciute, per creare i veleni "zombizzanti".
Caratteristiche genetiche non sembrano essere un fattore di suscettibilità all'avvelenamento da tetrodotossina.

### Dose letale
La dose letale media della tetrodotossina per il topo (LD50) specificata dalla scheda di sicurezza è di 334 µg per kg. Assumendo che la dose letale per gli umani sia simile, 25 milligrammi di tetrodotossina possono uccidere una persona di 75 kg. La quantità necessaria per raggiungere una dose letale per iniezione è molto più piccola, pari a 8 µg per kg.

### Sintomi e diagnosi
La diagnosi dell'avvelenamento da pesce palla è basata sulla sintomatologia osservata e dalla recente storia dietetica.
Gli effetti dell'avvelenamento da tetrodotossina includono mancanza di fiato, ottundimento, tinniti, sensazione di "testa leggera", paralisi e battito irregolare. Tipicamente, i sintomi maggiori insorgono rapidamente, quelli minori istantaneamente.
Se si ingeriscono dosi più elevate di 1-2 milligrammi la morte è l'esito più comune. Anche se la tossina si slega dai canali del sodio, via via che la sua concentrazione attorno ai centri nervosi diminuisce, le sue molecole sono eccezionalmente potenti e si scindono dal legame molto lentamente. Il trattamento usualmente consiste in assistenza respiratoria.

### Decorso dell'intossicazione e complicazioni
Il primo sintomo di intossicazione è costituito da un leggero intorpidimento della lingua e delle labbra, che si manifesta da 20 minuti a 3 ore dopo l'ingestione del pesce avvelenato. Il sintomo successivo è costituito da parestesia a faccia ed estremità, che possono essere seguite da sensazione di leggerezza. Possono comparire anche mal di testa, dolore epigastrico, nausea, diarrea e/o vomito. In alcuni casi possono comparire difficoltà a camminare.
Il secondo stadio dell'intossicazione è costituito da una paralisi ingravescente: molte vittime dell'intossicazione sono incapaci di muoversi e possono presentare difficoltà anche a mantenere la posizione seduta. Il soggetto presenta un'ingravescente insufficienza respiratoria; in genere sono presenti dispnea, cianosi e ipotensione. Viene colpito anche il linguaggio. La paralisi è via via ingravescente e possono comparire convulsioni, danni alle funzioni intellettive e aritmie cardiache.
La vittima, nonostante sia completamente paralizzata, può essere cosciente e in alcuni casi completamente lucida fino a poco prima della morte, che in genere avviene in 4-6 ore, in una finestra stimata da 20 minuti a 8 ore.

### Terapia
Non esistono ancora antidoti adeguati. Nulla di equivalente ad un antiveleno è stato mai sviluppato (presumibilmente perché la tossina agisce con una affinità di legame verso il suo recettore che non può essere rapidamente superata).

#### Lavanda gastrica
Se la tetrodotossina è stata ingerita, la terapia consiste nella lavanda gastrica e la somministrazione di carbone attivo che può legare la tossina. Farmaci agonisti alfa-adrenergici sono stati consigliati in aggiunta alla somministrazione di soluzione fisiologica intravenosa per combattere l'ipotensione. Agenti inibitori dell'acetilcolinesterasi sono stati usati con successo non costante.
Terapie più avanzate in ospedale sono di sostegno ai sintomi e agli apparati coinvolti, comportano spesso la tracheotomia, proseguono con il ricovero in terapia intensiva dove si pratica la respirazione tramite ventilazione assistita. Si eseguono tutte le procedure standard per il supporto vitale avanzato, ad esempio applicando un pace-maker cardiaco, dato che i miociti del cuore non vengono coinvolti, ma quelli del nodo atrioventricolare lo sono. Queste misure, che includono anche il mantenimento della pressione arteriosa, la trasfusione di sangue, la dialisi in seguito ad eventuale blocco renale, servono a mantenere la persona in vita fino a che l'effetto del veleno cessa.

### Ricerca per l'antidoto contro la tetrodotossina
Si è avuto un discreto successo nei test per un possibile antidoto nel topo, ma è necessario condurre ulteriori test per determinare l'efficacia negli esseri umani.

## Fugu
In Giappone viene ancora servito il fugu, ovvero pesce palla trattato da cuochi diplomati che sanno come estrarre il veleno dalle carni (gonadi, pelle, fegato, intestino). Il segreto è lasciare un po' di quella tossina sufficiente a dare una leggera euforia e un po' di formicolio alle labbra e alla lingua.